# Čechovice (Velký Týnec)
Čechovice je vesnice, část obce Velký Týnec v okrese Olomouc. Nachází se při potoce Týnečka, asi 2 km vsv. od Velkého Týnce a 9 km  jv. od Olomouce. V roce 2009 zde bylo evidováno 112 adres. V roce 2001 zde trvale žilo 288 obyvatel.
Čechovice je také název katastrálního území o rozloze 3,27 km2.
První písemná zmínka o obci byla nalezena v zemských deskách z roku 1397. Obec leží 12 km jihovýchodně od Olomouce v údolí potoka Týnečky. Údolí se na severní straně doslova zařezává do skalního masivu. Nad přístupovou cestou od západu se tak tyčí holá skalní stěna, které se říká Vlčí hůra. Vzhledem ke specifickým přírodním podmínkám nemá obec typický tvar okrouhlice, ale je nicméně centrálně uspořádána v terasovité zástavbě na jihovýchodní straně svažitého údolí. Dominantou návsi je kaple Narození Panny Marie slavnostně vysvěcena v roce 1902 a Pomník svobody a padlých vojínů z roku 1919. Místní hostinec Na Návsi byl a je svědkem bohatého kulturního života obce. Za zmínku stojí především Junák, Český červený kříž a Sdružení dobrovolných hasičů.
Nad Čechovicemi směrem na Hostkovice v lesíku Boří je zapomenutý léčivý pramen řečený Prdlavka. Koncem 19. a začátkem 20. století byl hojně využíván k léčení žaludečních a střevních problémů.

## Název
Na vesnici bylo přeneseno jméno jejích obyvatel (výchozí tvar Čechovici), které bylo odvozeno od osobního jména Čech (to buď označovalo obyvatele české země nebo to byla domácká podoba některého jména začínajícího na Če- (např. Čěslav, Čěmysl, Čěrad)). Význam místního jména byl "Čechovi lidé".